# Pesos (singolo)
Pesos è un singolo del cantautore italiano Mahmood pubblicato il 14 luglio 2017.

## Descrizione
Il brano segna il ritorno del cantante dopo la partecipazione nel 2016 nella sezione giovani del Festival di Sanremo con il pezzo Dimentica.
Mahmood presenta la canzone live al Wind Summer Festival in Piazza del Popolo a Roma e vince la gara tra gli artisti della sezione Giovani che si sono esibiti nella terza puntata, classificandosi tuttavia al secondo posto nella classifica finale.
Parlando del brano Mahmood dice:  "Pesos è nata dopo un weekend passato a Londra su un autobus in direzione Luton/Stansted airport. Credo che a volte, dietro una sigaretta e un bicchiere di gin tonic si nasconda la paura di credere nei propri ideali e combattere fino all’ultimo per vederli realizzare. Spesso ci manca il coraggio di dare un senso alla vita, che a volte ci sembra un videogame dove per uscirne indenni basterebbe premere play".

## Video musicale
Il video ufficiale è stato diretto da Martina Pastori e pubblicato sulla piattaforma YouTube dell'artista il 14 luglio 2017 dopo essere stato presentato in anteprima il giorno precedente sulle piattaforme online dell'edizione italiana di Rolling Stones.
Le riprese del video si sono svolte nel quartiere del Gratosoglio di Milano, tra le identificative Torri Bianche progettate dallo studio di architetti BBPR.

## Tracce
Testi di Alessandro Mahmoud e musiche dello stesso con Alessandro Raina e Davide Simonetta.
Download digitale
1. Pesos – 3:00